# Heereswaffenamt

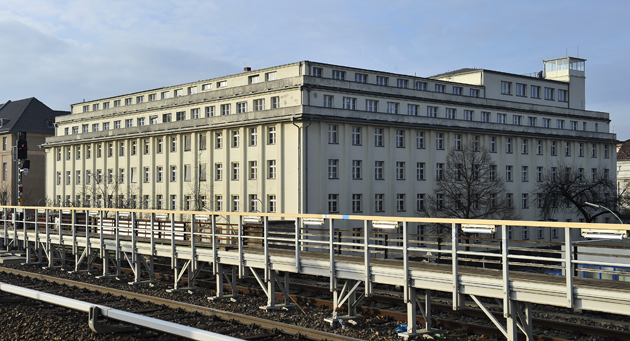
Bâtiment ayant abrité le de, à l'angle de la Spichernstraße et de la Hertz-Allee.

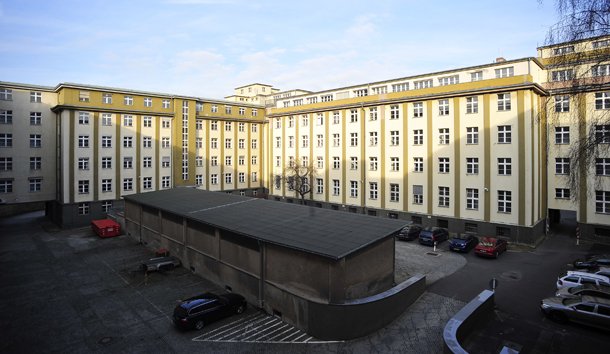
Vue de la cour de l'ancien de.

Le Heereswaffenamt (abrégé en HWA, en français : « bureau des armes de l'armée de terre ») est de 1919 à 1945 le bureau central pour le développement technique et la production d'armes, de munitions et de matériel de la Heer (l’armée de terre allemande, au sein de la Reichswehr, puis dans la Wehrmacht à partir de 1935).

## Histoire
Il est issu de la fusion de la commission d'examen des armes à feu (Gewehr-Prüfungskommission) et de la commission d'examen de l'artillerie (Artillerieprüfungskommission), dissoutes en 1918. Le 8 novembre 1919, le Waffenamt (Inspektion für Waffen und Gerät, inspection des armes et de l'équipement) est fondé par le ministère de la Défense sous l'autorité du colonel (plus tard Generalleutnant) Ludwig Wurtzbacher (de).
Le 5 mai 1922, le Waffenamt prend le nom de Heereswaffenamt.
En temps de paix, il dépend directement du commandant en chef de la Heer puis après septembre 1939 du chef de l'armement et commandant de l'Ersatzheer (l'armée de terre de remplacement). Le Heereswaffenamt est réorganisé de nombreuses fois durant la Seconde Guerre mondiale.
Le personnel effectif passe de 7 000 employés en 1939 à 195 000 en 1945. En raison de l'approche des fronts, Walter Buhle ne peut étendre les fonctions du Heereswaffenamt à toute la Wehrmacht.
Une des armes les plus célèbres développées par le HWA est le canon Dora, mis au point entre autres par l'ingénieur Erich Müller (de).

## Missions

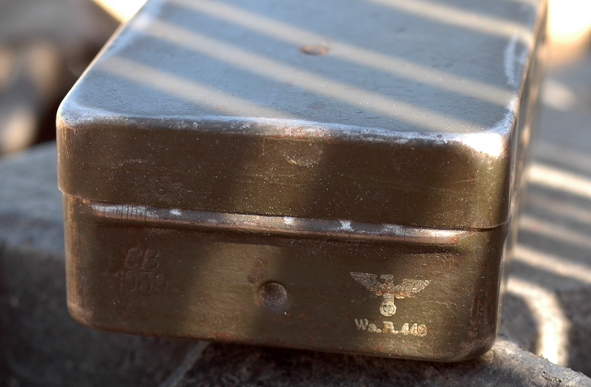
Cachet d'homologation par le de sur une boîte d'ustensiles pour une arme, 1939.

- Développement de nouvelles armes, de l'équipement et des munitions (développement et tests).
- Achat en gros des armes, munitions et équipements (armement industriel).
- Bases techniques ainsi que la préparation et l'installation de la production de masse dans l'industrie.
- Diminution du pourcentage des armes[pas clair], de l'équipement et des munitions manufacturés.

## Départements
Liste des départements de développement et tests des armements (Waffenamt Prufwesen ou Waffenprüfamt) :
- Wa Prüf 1 : munitions ;
- Wa Prüf 2 : armes légères d'infanterie, équipement général ;
- Wa Prüf 4 : artillerie[2] ;
- Wa Prüf 5 : équipements du génie ;
- Wa Prüf 6 : Panzer- und Motorisierungsabteilung, conception et développement des chars de combat (panzers) ; dirigé par Heinrich Ernst Kniepkamp[2] ;
- Wa Prüf 7 : équipements de signalisation ; communications ;
- Wa Prüf 8 : équipements optiques et d'observation ;
- Wa Prüf 9 : armes chimiques ;
- Wa Prüf 10 : fusées ;
- Wa Prüf 11 : administration ;
- Wa Prüf Fest : équipements et armement des fortifications ;
- Wa Prüf F : Forschung, recherche.

## Chefs du Heereswaffenamt
- Ludwig Wurtzbacher (de) (Generalleutnant), 1er juin 1920 au 1er mars 1925[3]
- Erich von Botzheim (de) (Generalmajor), 1925
- Max Ludwig (de) (Generalleutnant), 1926–1929
- Alfred von Vollard-Bockelberg (de) (Generalleutnant), 1929–1933
- Kurt Liese (de) (Generalmajor), 1er décembre 1933 au 28 février 1938
- Karl Becker (General der Artillerie), 1er mars 1938 au 8 avril 1940[4]
- Emil Leeb (General der Artillerie), 16 avril 1940 au 1er février 1945
- Walter Buhle (General der Infanterie), 1er février au 8 mai 1945